# Capacidad anaeróbica
La potencia anaeróbica se define como la capacidad del organismo para utilizar de forma eficiente  en las células musculares en forma de reserva energética al realizar actividades físicas de corta duración y de alta intensidad (ejercicio anaeróbico). En presencia de poco oxígeno debido al fuerte esfuerzo, produciendo energía anaeróbica, esto es, a través de transformaciones químicas utilizando ATP y fosfocreatina (CE) durante los primeros 10 segundos del ejercicio (anaeróbico aláctico), y glucógeno durante los 50 segundos restantes (anaeróbico láctico o total).
Cuanto más intenso es el esfuerzo anaeróbico, más elevada es la cantidad de oxígeno requerido para las combustiones necesarias, pero el abastecimiento de este por el torrente sanguíneo es limitado al igual que su absorción por los tejidos. En esta situación el organismo debe seguir trabajando y rindiendo; pero con menor cantidad de oxígeno que la necesaria. En los tejidos se forman (principalmente en el muscular) ácidos que entorpecen el movimiento y el rendimiento.
Si el esfuerzo es muy intenso o si se sostiene mucho tiempo, o ambas cosas, llega el momento en que hay total inhibición de movimientos, las fibras musculares llegan a encontrarse imposibilitadas para contraerse.
Es importante mencionar que la resistencia en este tipo de ejercicio está directamente relacionada con la habilidad de tolerar altos niveles de fatiga y el desconforte que tiene asociado, por esta razón, es sumamente necesaria una adecuada preparación psicológica que ayude a manejar el dolor y motivación. También puede decirse que es el movimiento  del organismo para mejorar la capacidad corporal.